# Revolución nacionalista de Puerto Rico
La Revolución nacionalista en Puerto Rico (1950) fue una insurrección dirigida por el Partido Nacionalista de Puerto Rico el 30 de octubre de 1950. 
Después de su larga condena en prisión, por conspirar para derrocar el gobierno colonial estadounidense en Puerto Rico, Pedro Albizu Campos regresó a Puerto Rico en 1947. En seguida recomenzó su campaña en favor de la soberanía total de Puerto Rico. 
La campaña electoral que inició el Partido Popular Democrático, para conseguir que la aprobación de la Ley 600 (Ley Orgánica del Estado Libre Asociado) causó un enorme disgusto entre los miembros del Partido Nacionalista de Puerto Rico. 
El 30 de octubre de 1950 estalló una insurrección en la que seguidores de este Partido proclamaron la República de Puerto Rico. Se batieron a tiros con la policía en Peñuelas, Utuado, Arecibo y en otros pueblos. En Jayuya tomaron el cuartel de la policía y por un tiempo dominaron el pueblo. En San Juan cinco nacionalistas trataron de entrar por la fuerza a La Fortaleza. El encuentro con los policías de guardia dejó un saldo de cinco muertos. Un par de días más tarde dos nacionalistas efectuaron un atentado contra el presidente estadounidense Harry S. Truman. Murió un policía y un nacionalista. 
Los combates más sangrientos ocurrieron en Utuado, donde el ejército de Estados Unidos asesinó a 5 nacionalistas, Heriberto Castro, Julio Colón Feliciano, Antonio González, Antonio Ramos, Agustín Quiñones Ramos. Además, por el fuego cruzado de ametralladoras, el ejército yanki asesinó a un bombero y un policía estatal. La población de Utuado fue bombardeada por aviones produciendo un número mayor de heridos. Jayuya se mantuvo combatiendo por tres días en el barrio Coabey, donde las tropas yankis arrestaron los últimos nacionalistas el 1 de noviembre de 1950.
Tras estos sucesos, miles de simpatizantes de la independencia resultaron detenidos. Muchos fueron procesados y recibieron sentencia de cárcel por sus actos. 
Estos sucesos ocurrieron el 30 de octubre de 1950, lo que los nacionalistas de Puerto Rico consideran el Día de la Independencia al igual que el Grito de Lares, ya que en ambas fallidas ocasiones, por un día, Puerto Rico fue "declarado independiente" como la "República de Puerto Rico".